# Shuimogou
Shuimogou (léase Shuéimo-Kóu; en chino, 水磨沟区; pinyin, Shuǐmógōu qū; literalmente, ‘la zanja del molino de agua’) también conocido por su nombre uigur Bulaqtagh (en uigur: بۇلاقتاغ رايونى, romanizado: Bulaqtagh rayoni) es un distrito urbano bajo la administración directa de la Prefectura Urumqi en la Región autónoma de Sinkiang, República Popular China. Su área es de 279 km² y su población total para 2020 superó los 390 mil habitantes.

## Administración
Desde octubre de 2021, el distrito de Shuimogou se divide en 15 pueblos que se administran en subdistritos.

## Historia
Desde la dinastía Qin hasta principios de la dinastía Han Occidental, esta región era una tierra nómada. En el segundo año del reinado del emperador Xuan de la dinastía Han Occidental (60 a. C.), unificó las regiones occidentales y estableció el Protectorado de las Regiones Occidentales. En la dinastía Tang, la región estaba bajo el control del Protectorado Anxi (安西都护).
En la dinastía Qing, la región hacia parte de Dinhua (迪化), y en 1954 Dinhua pasó a llamarse Urumqi. En mayo de 1956, se estableció la Zona Industrial y Minera de Shuimogou, y en 1969, pasó a llamarse distrito Shuimogou.